# Université TÉLUQ

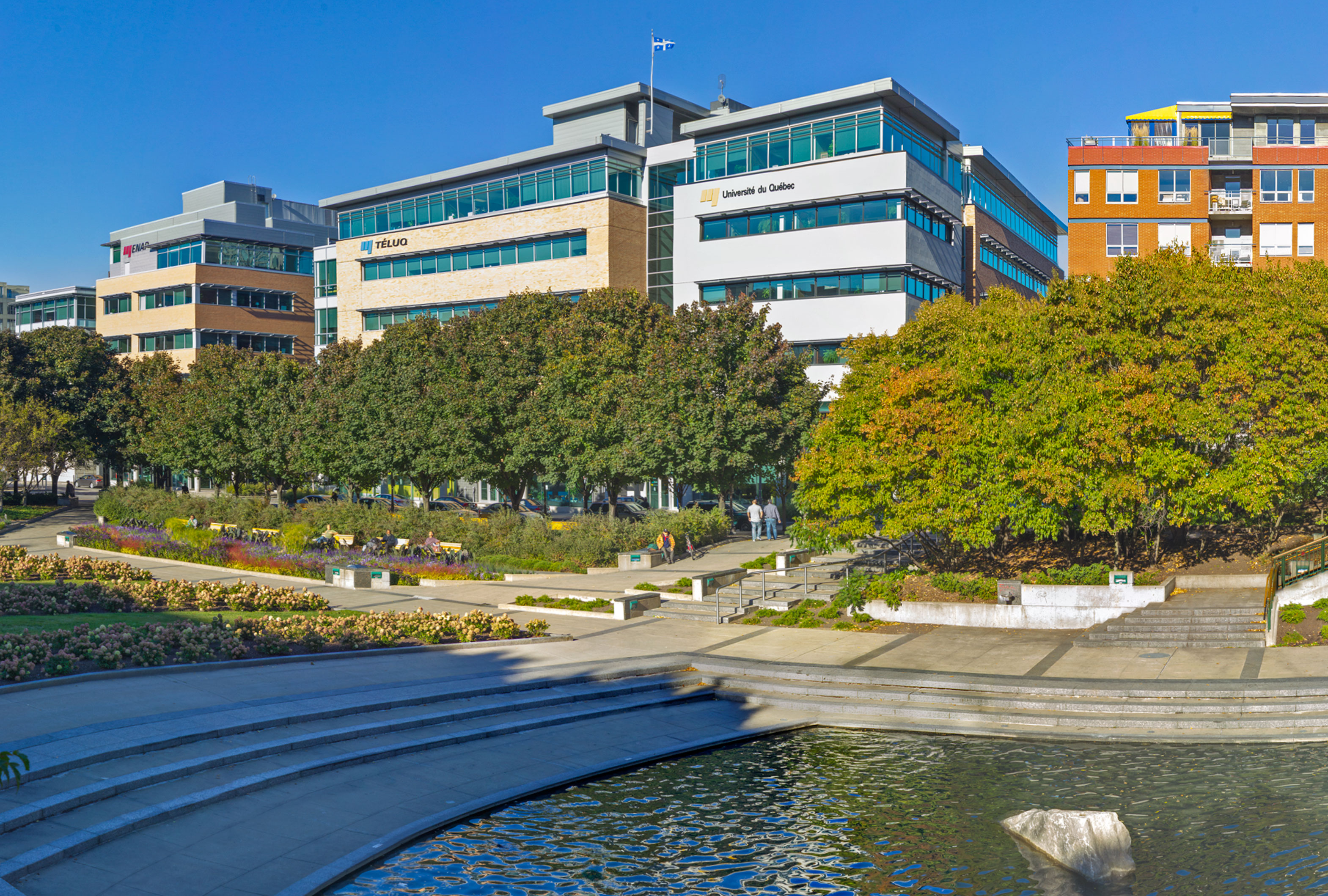
Siège social de l'Université TÉLUQ à Québec

 (octobre 2024).
L'Université TÉLUQ, anciennement Télé-université, est une université d'enseignement à distance affiliée au réseau de l'Université du Québec.
Fondée en 1972, l’Université TÉLUQ est le seul établissement d’enseignement universitaire francophone en Amérique du Nord à offrir à distance et en continu tous ses cours et programmes aux trois cycles universitaires.

## Statut juridique
La Télé-université a été instituée en tant qu'école supérieure par lettres patentes sous le grand sceau, en vertu du décret 264-92 émis le 26 février 1992. Le 26 octobre 2005, ses lettres patentes ont été transférées à l'Université du Québec à Montréal (UQAM), à laquelle elle a été rattachée. La Télé-université a été ré-instituée le 14 décembre 2011 en tant qu'école supérieure. Établissement membre du réseau de l'Université du Québec depuis 1972, elle est dotée de son propre conseil d'administration depuis 1992. Son siège social est situé à Québec, mais elle dispose également de bureaux à Montréal.

## Les étudiants
L'Université TÉLUQ accueille près de 20 000 étudiants à distance par année, la majorité de sexe féminin (72 %) et âgée de plus de 35 ans (69 %). L'âge moyen des étudiants est de 37 ans.
Voici les détails par domaine d'étude :
Administration : 35 %
Communication : 15 %
Langues : 15 %
Éducation : 15 %
Sciences : 10 %
L’association étudiante de l'Université TÉLUQ (AÉTÉLUQ) a été créée le 3 octobre 1994. Elle « a pour principes la démocratie au sein de ses instances, la pleine participation au sein des instances universitaires, la transparence, l’accessibilité à une éducation publique de qualité et la solidarité avec les luttes sociales ».
| PROFIL ÉTUDIANT                                       | UNIVERSITÉ TÉLUQ * | AUTRES ÉTABLISSEMENTS UQ* |
| ----------------------------------------------------- | ------------------ | ------------------------- |
| À temps partiel                                       | 93 %               | 38 %                      |
| En emploi                                             | 86 %               | 70 %                      |
| Avec personne à charge                                | 50 %               | 24 %                      |
| Étudiant de 1re génération                            | 65 %               | 58 %                      |
| Étudiant au 1er cycle                                 | 91 %               | 44 %                      |
| % au baccalauréat                                     | 18 %               | 31 %                      |
| Une scolarité universitaire à l’admission             | 46 %               | 39 %                      |
| Âgés entre 20 et 29 ans                               | 45 %               | 46 %                      |
| Âgés entre 30 et 39 ans                               | 34 %               | 20 %                      |
| *Source : Registraire TÉLUQ 2015; Enquête ICOPE 2011. |                    |                           |

## Les professeurs
L'Université TÉLUQ compte 106 professeurs, 2 professeurs émérites et 10 professeurs associés ou honoraires. Ceux-ci sont responsables des programmes et des cours, ainsi que de projets et d'activités de recherche dans leur domaine d'expertise. Ils sont aussi appelés à effectuer des activités de service à la collectivité.

### Professeurs notoires
- Éric Bédard (historien)
- Gilbert Paquette

## L'enseignement

### Les programmes
L'Université TÉLUQ offre plus de 130 programmes aux trois cycles d'études, dont des baccalauréats, des maîtrises et un doctorat. L’admission se fait en toute période de l'année. Les diplômes sont décernés par l'Université du Québec.
Les programmes sont offerts par quatre départements, soit :
- l’École des sciences de l’administration,
- le Département Éducation,
- le Département Science et Technologie,
- le Département Sciences humaines, Lettres et Communication.

### Les cours
Tous les cours de l'Université TÉLUQ, du certificat jusqu’au doctorat, sont dispensés par des professeurs experts de leur domaine. Ceux-ci assurent, avec une équipe formée de personnes tutrices (au 1er cycle) ou chargées d'encadrement (aux cycles supérieurs), le suivi pédagogique, l'encadrement et la correction des travaux des étudiants.
La conception des cours se fait généralement en équipes dirigées par un professeur et pouvant comprendre des assistants de recherche, des concepteurs associés, des spécialistes en science de l'éducation, des réviseurs linguistiques et des professionnels en informatique ou en édition.
L'Université TÉLUQ, qui utilisait à ses débuts la télévision comme moyen de diffusion du savoir, a maintenant recours à plusieurs médias et supports, dont les sites Web de cours (utilisant Moodle, SPIP, MediaWiki ou autres outils de gestion de contenu).
L’inscription aux cours se fait en continu pendant les trois trimestres.

### Les cours en accès libre
Depuis l'automne 2014, l'Université TÉLUQ offre des cours en ligne ouverts et massifs (CLOM), ou Massive open online course (MOOC) en anglais. Également, plusieurs cours offrent à tous l'accès à l'entièreté, ou à une partie substantielle de leur documentation. Certains sont diffusés sous licence Creative Commons (CC).

## La recherche
Les secteurs stratégiques de recherche de l'Université TÉLUQ sont :
- Éducation à distance, sciences de l’éducation
- Informatique cognitive
- Enjeux de l’économie du savoir
- Société, culture et communication
- Santé
- Environnement

Précurseure en formation à distance en Amérique du Nord, l'Université TÉLUQ a développé un champ de compétences en recherche dans les domaines de la formation à distance, qui s’appuie sur une masse critique de professeurs et chercheurs qui travaillent notamment sur : 
- Les technologies éducatives
- Les modèles d’apprentissage
- La reconnaissance des acquis
- Les facteurs de réussite étudiante
- Les cours en ligne ouverts et massifs (CLOM), ou Massive Open Online Course (MOOC) en anglais

L'Université TÉLUQ comprend un centre de recherche en informatique cognitive, l’Institut LICEF [archive], ainsi que l’Institut Jacques-Couture, qui soutient les innovations en enseignement, recherche et services à la collectivité portant sur la maîtrise de la langue française et sur une meilleure connaissance de la société québécoise.
L'Université TÉLUQ a obtenu en février 2016 deux Chaires de recherche du Canada, respectivement en éducation aux médias et droits humains, détenue par le professeur Normand Landry, et sur le jugement éthique, détenue par le professeur Lonzozou Kpanake. En janvier 2017 s’ajoute la Chaire de recherche du Canada en analyse de données biomédicales, dont la titulaire est la professeure Neila Mezghani.

### L'accès libre aux publications de recherche
À l'automne 2014, l'Université TÉLUQ lançait R-libre, son répertoire de publications scientifiques en accès libre. Accessible gratuitement à tous sur Internet, R-libre contient notamment les manuscrits finaux des publications de recherche des professeurs de l'Université TÉLUQ. En constante évolution, le répertoire reçoit en continu les textes résultant de recherches récentes, en particulier ceux qui paraissent dans des revues scientifiques avec comité de lecture. En novembre de la même année, l'Université TÉLUQ signait la Déclaration de Berlin sur le libre accès à la connaissance en sciences exactes, sciences de la vie, sciences humaines et sociales.